# Раевский, Владимир Евгеньевич
Влади́мир Евге́ньевич Рае́вский (род. 31 мая 1985, Свердловск) — российский журналист, теле- и радиоведущий, продюсер. Двукратный лауреат национальной телевизионной премии «ТЭФИ-регион».

## Биография
Родился 31 мая 1985 года в семье учёного-физика Евгения Иосифовича Раевского (род. 1953) и преподавателя музыкальной педагогики Светланы Евгеньевны Раевской (род. 1959) в Свердловске. Учился в 70 школе школе Екатеринбурга (ныне гимназия № 70). Был одноклассником Романа Луговых.
В 2007 году окончил Уральский государственный университет им. А. М. Горького по специальности «Связи с общественностью».
Начал карьеру на телевидении корреспондентом программы «Утренний экспресс» на «Четвёртом канале» в Екатеринбурге. В репортажах вместе со знаменитыми уральцами рассказывал об истории известных городских мест: с Сергеем Бобунцом — о сквере у ЦУМа, с Дмитрием Астраханом — о проспекте Ленина, с Ильёй Кормильцевым — о клубе Архитектурного института (месте записи альбома «Разлука» группы «Наутилус-Помпилиус» в 1986 году).
В 2008 году переехал из Екатеринбурга в Москву.
В качестве продюсера программы «Профессия — репортёр» на НТВ работал с Андреем Лошаком. Участвовал в съёмках известных фильмов цикла, таких, как «Не наше дело» (о бытовом равнодушии), «И вновь продолжается бой» (о русских и украинцах в преддверии трехсотлетия Полтавской битвы), «Теперь здесь офис» (о сносах исторической застройки Москвы и Петербурга).
Одновременно работал редактором Леонида Парфёнова на съёмках фильмов «Птица-Гоголь» (к 200-летию Николая Гоголя — 2009) и «Зворыкин-Муромец» (об изобретателе телевидения Владимире Зворыкине — 2010).
Ведущий:
- В 2011—2012 годах вёл программу «Человеческий FAQтор» на телеканале «Наука 2.0» и «Россия-2». В каждом выпуске рассказывал об окружающих человека простых вещах и явлениях — звук, вода, дерево, пластмасса, и о новейших разработках российских учёных в их отношении[10].
- В 2013—2014 годах — автор и ведущий программы «За обедом» на телеканале «Москва 24». Ежедневно разговаривал со своими собеседниками во время обеда в их любимых московских заведениях.
- В 2014—2021 годах — ведущий программы «Сделано в Москве» (с декабря 2019 года — «Москва Раевского»). В эфир было выпущено более 200 документальных фильмов об истории всего сделанного и придуманного в Москве: от Патриарших прудов и докторской колбасы до картины «Чёрный квадрат» и поэмы Венедикта Ерофеева — «Москва — Петушки». С 2018 года фильмы посвящались отдельным московским событиям: гастроли Майкла Джексона в 1993 году, выставка Джоконды в Пушкинском музее, противостояние металлистов и «люберов» в эпоху перестройки, работа ле Корбюзье в сталинской Москве, дело магазина «Океан», эксгумация Ивана Грозного. В программе активно используется уникальный метод авторской реконструкции, где ведущий становится одним из героев повествования[11].
- В 2016 году — автор и ведущий программы «Сокровища нации» на телеканале «Моя планета», рассказывающей о самых необычных музеях мира от Музея похорон в Вене до Музея разбитых сердец в Загребе[12].
- В 2017—2018 годах — ведущий программы «Научный Stand Up» на телеканале «Культура» совместно с Никитой Белоголовцевым[13].
- В 2019 году — автор и ведущий цикла фильмов «Неслыханное кощунство» на телеканале «Культура» — о самых громких скандалах в искусстве: от «Страданий юного Вертера» Иоганна Вольфганга Гёте до разгромленной Никитой Хрущёвым выставки в московском Манеже[14].

#### Радио
- В 2017—2022 годах — соведущий программ «Ну да, Москва» и «От автора» на радиостанции «Серебряный дождь»[15].
- В 2020—2022 годах — автор и ведущий программы «Это только начало» с еженедельными обзорами последних исторических открытий и культурных событий: от Зальцбургского фестиваля до гран-при Формулы-1[16].

Печатные издания:
- В 2014 году взял интервью у Далай-ламы для издания «Сноб»[17].
- В 2019—2021 годах — постоянный колумнист издания BURO[18].
- Внештатный автор издания «Медуза».

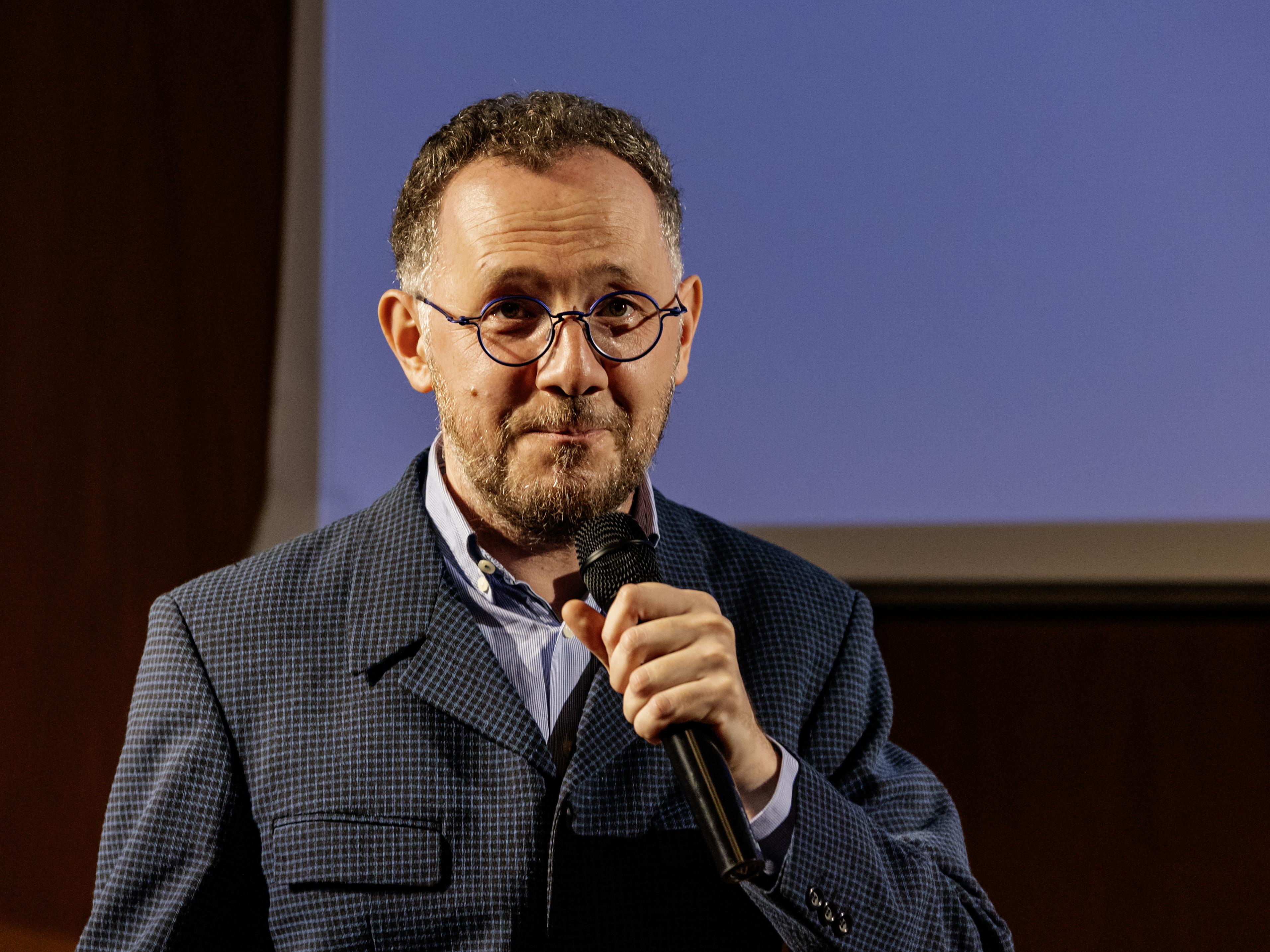
Владимир Раевский на выступлении в АНУ — музее еврейской истории в Израиле

### Документальные фильмы
- В 2018 году совместно с посольством США в Москве выпустил документальный фильм «Окно в Россию» об уникальной коллекции русского искусства, собранной женой 2-го посла США в СССР Марджори Пост и экспонированной в музее Хиллвуд (США)[19].
- В 2022 году планировался выход документального фильма «Свободный театр в несвободной стране» о театре «Современник» и первом оттепельном свободном поколении. Премьера была отложена на неопределённый срок из-за российско-украинского конфликта[20]. 8 апреля 2025 года фильм был опубликован на официальном YouTube-канале Владимира Раевского[21].

### Продюсер
В 2017—2022 годах вместе с женой Марией Раевской руководил «Студией Владимира Раевского», специализирующейся на производстве медиаконтента об истории и культуре — от музейных трейлеров и аудиогидов до больших документальных фильмов.

### Антивоенная позиция
В феврале 2022 года выступил против вторжения России на Украину и эмигрировал в Израиль. На сайте студии Владимира Раевского была опубликована следующая цитата Раевского:
До войны я жил в России, работал теле- и радиоведущим, делал фильмы, вёл мероприятия и руководил собственной продакшн-студией. В феврале 2022 года я уехал из России и теперь живу в Тель-Авиве.
Больше всего я люблю культуру и историю, а особенно — рассказывать об этом языком документальных телефильмов, видеороликов, мультфильмов и аудиогидов. Я пишу сценарии, снимаю, беру интервью, озвучиваю и умею рассказывать в кадре и со сцены.
Мы делали документальные сериалы о больших исторических событиях, частные фильмы об истории семьи, корпоративные выпуски об институциях и брендах, ролики о городах и странах, аудиогиды для музеев.

Я не планирую останавливаться, и теперь буду действовать по всему миру. Так что до встречи! 
В 2023 году Владимир Раевский переехал в Великобританию по визе Global Talent. Проживает в лондонском районе Хакни. В Великобритании он проводит авторские экскурсии в галерее Tate Modern, посвящённые русскому авангарду и культурному наследию, под названием «От Малевича до Терешковой: русский след в Tate Modern». 
31 января 2025 года Министерством юстиции России внесён в список физических лиц «иностранных агентов». 

### Прочее
- В 2016—2019 годах года вместе с кинорежиссёром Романом Либеровым работал над проектом «От автора», в котором снимал и записывал русских поэтов, читающих и комментирующих избранные стихотворения. В проекте заархивировано 64 выступления, в том числе Алексея Цветкова, Сергея Гандлевского, Александра Кушнера, Ольги Седаковой[28][29][30][31].
- В 2018 году выступил сопродюсером (совместно с музыкантом Романом Луговых (Ромарио) и исполнителем главной роли в клипе Андрея Макаревича — «Либо это, либо то»[32].
- В 2020 году написал и озвучил русскоязычный аудиогид для Королевских музеев изящных искусств (Бельгия).
- В 2024 году дал интервью Юрию Дудю.

## Награды и премии
- Премия «ТЭФИ-регион» 2018 и 2020 за лучшую просветительскую телепрограмму[33].
- Премия «Золотой луч» в номинации «Лучший телеведущий»[34].